# Río Capanaparo
El río Capanaparo es un río de Colombia y Venezuela. Tiene una extensión de 650 km. aproximadamente, de los cuales unos 225 km. se encuentran en territorio colombiano. Forma parte de la cuenca del río Orinoco. Sus nacientes se encuentran ubicadas en el departamento de Arauca, Colombia. Fluye en dirección oeste - este, atravesando el estado venezolano de Apure, alimentando el río Orinoco por el margen izquierdo. 
Este río alberga una gran diversidad biológica, entre la que destacan animales como, la anaconda verde, el delfín del amazonas, el cocodrilo del orinoco y numerosas especies de peces.
En su curso inferior atraviesa el Parque nacional Santos Luzardo, en una zona de médanos (dunas) y esteros.

## Galería

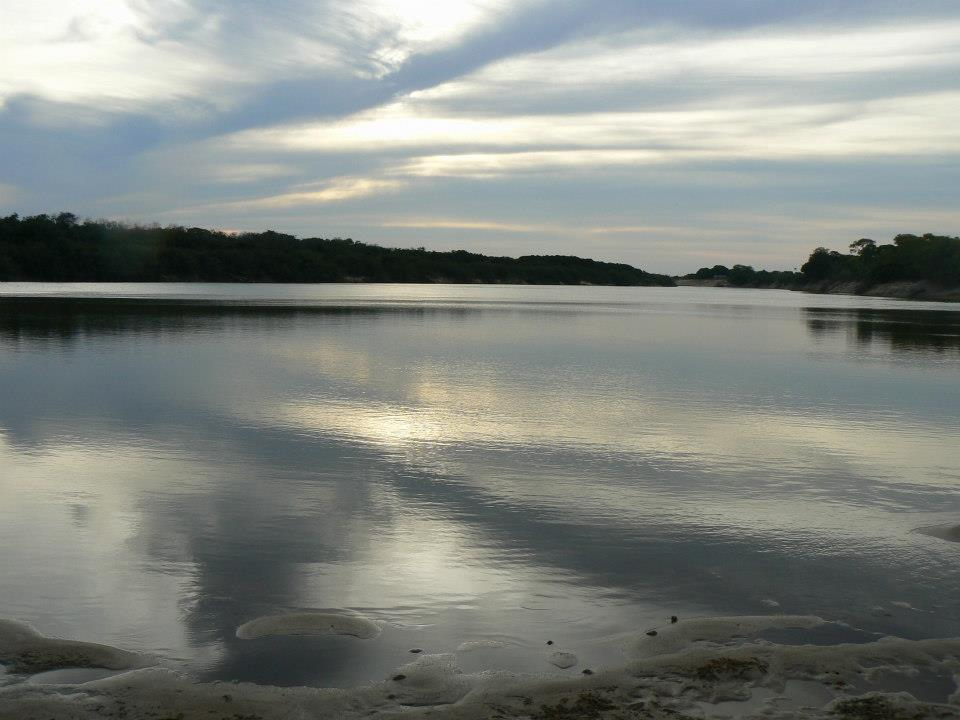
Río Capanaparo
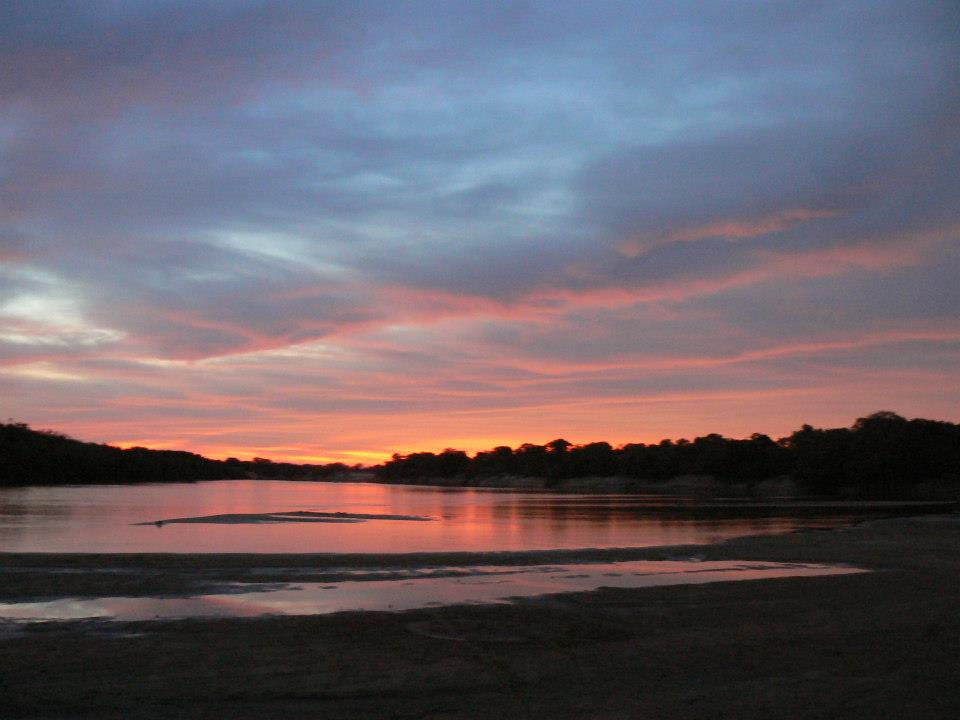
Río Capanaparo